# Austerlitz, Kentucky
Austerlitz är ett kommunfritt område i Bourbon County i Kentucky. Orten har fått sitt namn efter slaget vid Austerlitz. Det fanns ett postkontor i Austerlitz mellan 1884 och 1954.